# 丹澤特島

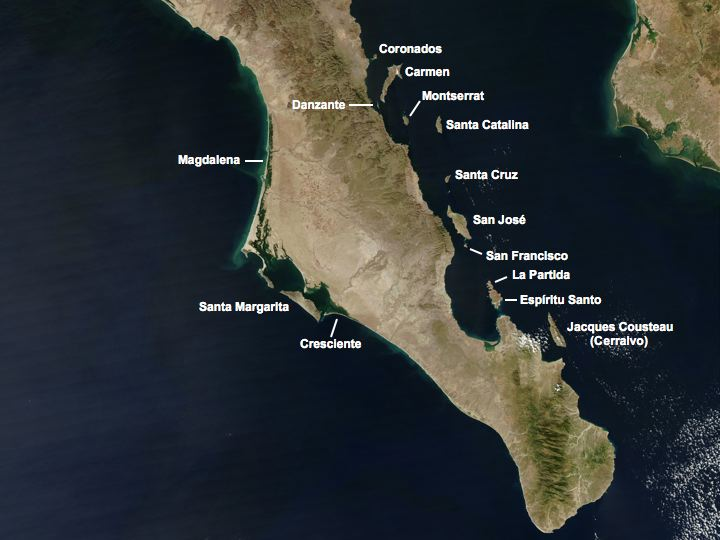

丹澤特島是墨西哥的島嶼，位於加利福尼亞灣南部，距離卡門島3公里，由下加利福尼亞州負責管轄，長5.5公里、寬1.6公里，面積4.154平方公里，島上無人居住。